# Poljski jasen
Poljski jasen (lat. Fraxinus angustifolia) je vrsta bjelogoričnog listopadnog drveća, koje naraste do 30 metara visine. Prostire se u srednjoj, istočnoj, zapadnoj i južnoj Europi, uglavnom kao drvo nizinskih poplavnih šuma. Autohton je u Hrvatskoj. U mladosti ima glatku, maslinastosivu koru koja u starosti ispuca na sitna, nepravilna, višekutna polja i posivi.   
Izbojci su žutozeleni do maslinastozeleni, pokriveni sitnim, rijetkim lenticelama. Pupovi su srednje veličine, pokriveni smeđim, sitnobaršunastim ljuskama. Listovi su neparno perasto sastavljeni, sastoje se od 3 do 11 uskokopljastih, ovalnokopljastih, odozgo tamnomaslinastozelenih, a odozdo više žutozelenih i uz bazu smeđe bradasto dlakavih listića, koji sjede. Rubovi listića su oštro napiljeni, zupci su nejednoliko razmješteni, a vrhovi su okrenuti od plojke. 
Cvjetovi su crvenkasto smeđi u produženim grozdovima, izlaze iz lateralnih pupova i izbijaju u proljeće vrlo rano, obično desetak dana prije listova. Za optimalan razvoj traži nizinske, toplije položaje i duboko, dovoljno vlažno tlo. Već je u mladosti prilično fotofilna vrsta, brzog rasta.
Plod je 3 - 5 cm dugački, smeđi, na vrhu okriljeni jednosjemeni oraščić (perutka); vrh krilca je ušiljen, rjeđe tup; oraščić je uglavnom duži od polovice perutke, spljošten.
Osjetljiv je na niske temperature, a često mu stradava vršni pup - zbog mraza i moljaca. 
- F. angustifolia
- F. angustifolia
- F. angustifolia
- F. angustifolia
- F. angustifolia, plod
- F. angustifolia subsp. syriaca, listovi

## Podvrste
- Fraxinus angustifolia subsp. angustifolia
- Fraxinus angustifolia subsp. oxycarpa (M.Bieb. ex Willd.) Franco & Rocha Afonso
- Fraxinus angustifolia subsp. persica (Boiss.) Azadi
- Fraxinus angustifolia subsp. syriaca (Boiss.) Yalt.

## Drugi projekti Wikimedije
|  | Zajednički poslužitelj ima još gradiva o temi poljski jasen |
|  | Wikivrste imaju podatke o taksonu poljski jasen             |